# Fussballclub Thun 1898 2014-2015
Questa voce raccoglie le informazioni riguardanti il Fussballclub Thun 1898 nelle competizioni ufficiali della stagione 2014-2015.

## Stagione
Nella stagione 2014-2015 il Thun, allenato da Urs Fischer, concluse il campionato di Super League al 4º posto. In Coppa Svizzera il Thun fu eliminato agli ottavi di finale dal San Gallo.

## Rosa
| N. |                          | Ruolo | Calciatore           |
| -- | ------------------------ | ----- | -------------------- |
| 1  | Svizzera (bandiera)      | P     | Guillaume Faivre     |
| 3  | Svizzera (bandiera)      | D     | Lukas Schenkel       |
| 5  | Svizzera (bandiera)      | D     | Fulvio Sulmoni       |
| 7  | Svizzera (bandiera)      | C     | Gianluca Frontino    |
| 8  | Svizzera (bandiera)      | C     | Michael Siegfried    |
| 9  | Finlandia (bandiera)     | A     | Berat Sadik          |
| 10 | Nuova Zelanda (bandiera) | C     | Marco Rojas          |
| 11 | Svizzera (bandiera)      | A     | Elvedin Causi        |
| 14 | Svizzera (bandiera)      | D     | Nicolas Schindelholz |
| 15 | Israele (bandiera)       | C     | Lotem Zino           |
| 17 | Svizzera (bandiera)      | C     | Dennis Hediger       |
| 18 | Svizzera (bandiera)      | P     | Francesco Ruberto    |
| 19 | Svizzera (bandiera)      | A     | Gaëtan Karlen        |
| 20 | RD del Congo (bandiera)  | A     | Ridge Munsy          |

| N. |                       | Ruolo | Calciatore         |
| -- | --------------------- | ----- | ------------------ |
| 21 | Portogallo (bandiera) | C     | Nelson Ferreira    |
| 22 | Brasile (bandiera)    | P     | Christian Leite    |
| 23 | Svizzera (bandiera)   | C     | Marco Mangold      |
| 25 | Svizzera (bandiera)   | D     | Kevin Bigler       |
| 26 | Svizzera (bandiera)   | D     | Thomas Reinmann    |
| 27 | Svizzera (bandiera)   | D     | Enrico Schirinzi   |
| 28 | Svizzera (bandiera)   | C     | Andreas Wittwer    |
| 30 | Venezuela (bandiera)  | D     | Alexander González |
| 31 | Svizzera (bandiera)   | D     | Stefan Glarner     |
| 34 | Svizzera (bandiera)   | C     | Nicola Sutter      |
| 35 | Svizzera (bandiera)   | D     | Nicola Nilović     |
| 40 | Svizzera (bandiera)   | C     | Adrien Rawyler     |
| 41 | Svizzera (bandiera)   | D     | Braima Gafner      |
| 42 | Croazia (bandiera)    | A     | Ivan Marković      |

## Organigramma societario
Area tecnica
- Allenatore: Urs Fischer
- Allenatore in seconda: Simon Nüssli, Marc Schneider
- Preparatore dei portieri: Patrick Bettoni
- Preparatori atletici: Eric Zürcher

## Calciomercato

### Sessione estiva
| Acquisti | Acquisti            | Acquisti           | Acquisti |
| R.       | Nome                | da                 | Modalità |
| -------- | ------------------- | ------------------ | -------- |
| A        | Elvedin Causi       | Zurigo II          |          |
| P        | Christian Leite     | Winterthur         |          |
| C        | Gianluca Frontino   | Sciaffusa          |          |
| D        | Stefan Glarner      | Zurigo             |          |
| D        | Alexander González  | Aarau              |          |
| A        | Andrija Kaluđerović | AEL Limassol       |          |
| C        | Miloš Krstić        | Radnički Niš       |          |
| C        | Marco Mangold       | Sciaffusa          |          |
| C        | Lotem Zino          | Hapoel Be'er Sheva |          |

| Cessioni | Cessioni            | Cessioni    | Cessioni |
| R.       | Nome                | a           | Modalità |
| -------- | ------------------- | ----------- | -------- |
| C        | Miloš Krstić        | Nea Salamis |          |
| C        | David Frey          | Münsingen   |          |
| D        | Andreas Schmid      | Naters      |          |
| A        | Saleh Chihadeh      | Naters      |          |
| C        | Cyrill Gasser       | Cham        |          |
| P        | David Moser         | Winterthur  |          |
| C        | Adrian Nikçi        | Young Boys  |          |
| C        | Sekou Junior Sanogo | Young Boys  |          |
| A        | Marco Schneuwly     | Lucerna     |          |
| C        | Luca Zuffi          | Basilea     |          |

### Sessione invernale
| Acquisti | Acquisti       | Acquisti       | Acquisti |
| R.       | Nome           | da             | Modalità |
| -------- | -------------- | -------------- | -------- |
| A        | Ridge Munsy    | Kriens         |          |
| C        | Marco Rojas    | Greuther Fürth |          |
| D        | Nicola Nilović | Young Boys II  |          |
| A        | Gaëtan Karlen  | Sion           |          |

| Cessioni | Cessioni            | Cessioni      | Cessioni |
| R.       | Nome                | a             | Modalità |
| -------- | ------------------- | ------------- | -------- |
| A        | Cássio              | Platanias     |          |
| A        | Andrija Kaluđerović | Brisbane Roar |          |
| C        | Christian Schneuwly | Zurigo        |          |

## Risultati

### Super League

#### Prima fase, girone di andata
| Arbitro: | Amhof |

|                  |           |  |
| Sadik 33’ (rig.) | Marcatori |  |

| Arbitro: | San |

|                 |           |                         |
| Dabour 21’, 32’ | Marcatori | 10’, 20’, 75’ Schneuwly |

| Arbitro: | Bieri |

|                           |           |                                  |
| Kaluđerović 49’ Sadik 84’ | Marcatori | 19’ Streller 27’ Gashi 88’ Schär |

| Arbitro: | Studer |

|          |           |           |
| Frey 35’ | Marcatori | 17’ Sadik |

| Arbitro: | Jaccottet |

|                    |           |                 |
| Chikhaoui 31’, 62’ | Marcatori | 73’ Kaluđerović |

| Arbitro: | San |

|                                             |           |               |
| Siegfried 42’ Reinmann 45’ Besle 80’ (aut.) | Marcatori | 31’ Rodríguez |

| Arbitro: | Gut |

|                              |           |           |
| Sadik 8’ (rig.) Frontino 70’ | Marcatori | 54’ Herea |

| Arbitro: | Erlachner |

|                       |           |           |
| Radice 43’ Wieser 84’ | Marcatori | 55’ Sadik |

| Arbitro: | Pache |

|                                           |           |                             |
| Sadik 37’ (rig.) Ferreira 63’ Sulmoni 80’ | Marcatori | 14’ Schneuwly 59’ Jantscher |

#### Prima fase, girone di ritorno
| Arbitro: | Klossner |

|           |           |           |
| Xhaka 51’ | Marcatori | 90’ Sadik |

| Arbitro: | Studer |

|                                            |           |                      |
| Sadik 8’ (rig.) Schirinzi 32’ Frontino 38’ | Marcatori | 81’ Kahraba 90’ Lang |

| Sion 19 ottobre 2014, ore 13:45 CEST 12ª giornata | Sion  | 0 – 0 referto | Thun | Stade Tourbillon (7 900 spett.)\| Arbitro: \| Pache \| |
| Arbitro:                                          | Pache |               |      |                                                        |

| Thun 25 ottobre 2014, ore 17:45 CEST 13ª giornata | Thun    | 0 – 0 referto | Aarau | Stockhorn Arena (5 421 spett.)\| Arbitro: \| Schärer \| |
| Arbitro:                                          | Schärer |               |       |                                                         |

| Arbitro: | Studer |

|                      |           |  |
| Rodríguez 67’ (rig.) | Marcatori |  |

| Lucerna 8 novembre 2014, ore 17:45 CET 15ª giornata | Lucerna | 0 – 0 referto | Thun | swissporarena (11 059 spett.)\| Arbitro: \| Amhof \| |
| Arbitro:                                            | Amhof   |               |      |                                                      |

| Arbitro: | Studer |

|  |           |            |
|  | Marcatori | 90’ Hoarau |

| Arbitro: | Klossner |

|  |           |                  |
|  | Marcatori | 3’ (aut.) Grippo |

| Arbitro: | Amhof |

|                            |           |             |
| Ferreira 22’ Schneuwly 29’ | Marcatori | 27’ Etoundi |

#### Seconda fase, girone di andata
| Arbitro: | Hänni |

|           |           |              |
| Rojas 69’ | Marcatori | 76’ Costanzo |

| Arbitro: | San |

|  |           |              |
|  | Marcatori | 79’ González |

| Arbitro: | Amhof |

|               |           |           |
| Burgmeier 52’ | Marcatori | 77’ Sadik |

| Thun 1º marzo 2015, ore 13:45 CET 22ª giornata | Thun      | 0 – 0 referto | Young Boys | Stockhorn Arena (8 139 spett.)\| Arbitro: \| Jaccottet \| |
| Arbitro:                                       | Jaccottet |               |            |                                                           |

| Arbitro: | Erlachner |

|                             |           |  |
| Gashi 45’, 58’ Streller 52’ | Marcatori |  |

| Arbitro: | Schnyder |

|                          |           |                         |
| Frontino 10’ Wittwer 46’ | Marcatori | 63’ Dabour 90’ Tarashaj |

| Arbitro: | San |

|                             |           |  |
| Konaté 24’, 38’ Ziegler 74’ | Marcatori |  |

| Arbitro: | Hänni |

|                                                 |           |            |
| Frontino 4’ Wittwer 8’ González 46’ Hediger 83’ | Marcatori | 82’ Lässer |

| Arbitro: | Schärer |

|              |           |  |
| González 63’ | Marcatori |  |

#### Seconda fase, girone di ritorno
| Arbitro: | Erlachner |

|                                         |           |  |
| Bertone 31’ Steffen 33’, 52’ Hoarau 84’ | Marcatori |  |

| Arbitro: | San |

|                          |           |               |
| González 2’ Ferreira 30’ | Marcatori | 56’ Follonier |

| Zurigo 29 aprile 2015, ore 19:45 CEST 30ª giornata | Grasshoppers | 0 – 0 referto | Thun | Stadio Letzigrund (3 500 spett.)\| Arbitro: \| Pache \| |
| Arbitro:                                           | Pache        |               |      |                                                         |

| Arbitro: | Hänni |

|                                        |           |  |
| Sadik 6’ Reinmann 22’ Sulmoni 36’, 45’ | Marcatori |  |

| Lucerna 10 maggio 2015, ore 13:45 CEST 32ª giornata | Lucerna | 0 – 0 referto | Thun | swissporarena (12 028 spett.)\| Arbitro: \| Gut \| |
| Arbitro:                                            | Gut     |               |      |                                                    |

| Arbitro: | Erlachner |

|                           |           |                       |
| Sulmoni 42’ Siegfried 89’ | Marcatori | 40’ Nef 85’ Chikhaoui |

| Arbitro: | Bieri |

|                                 |           |           |
| Tafer 35’ (rig.) Janjatović 90’ | Marcatori | 67’ Rojas |

| Arbitro: | San |

|                |           |                               |
| Sadik 16’, 86’ | Marcatori | 73’ (rig.) Gashi 75’ Kakitani |

| Arbitro: | Hänni |

|                            |           |                 |
| Senger 12’, 55’ Radice 74’ | Marcatori | 53’, 87’ Karlen |

### Coppa Svizzera
| 23 agosto 2014, ore 16:00 CEST Primo turno | Breitenrain | 2 – 3 | Thun |  |

| 19 settembre 2014, ore 19:30 CEST Secondo turno | Losanna | 0 – 1 | Thun |  |

| 29 ottobre 2014, ore 20:00 CET Ottavi di finale | San Gallo | 2 – 1 | Thun |  |

## Statistiche

### Statistiche di squadra
| Competizione   | Punti | In casa | In casa | In casa | In casa | In casa | In casa | In trasferta | In trasferta | In trasferta | In trasferta | In trasferta | In trasferta | Totale | Totale | Totale | Totale | Totale | Totale | DR |
| Competizione   | Punti | G       | V       | N       | P       | Gf      | Gs      | G            | V            | N            | P            | Gf           | Gs           | G      | V      | N      | P      | Gf     | Gs     | DR |
| -------------- | ----- | ------- | ------- | ------- | ------- | ------- | ------- | ------------ | ------------ | ------------ | ------------ | ------------ | ------------ | ------ | ------ | ------ | ------ | ------ | ------ | -- |
| Super League   | 52    | 18      | 10      | 6       | 2       | 34      | 20      | 18           | 3            | 7            | 8            | 13           | 25           | 36     | 13     | 13     | 10     | 47     | 45     | +2 |
| Coppa Svizzera | -     | 0       | 0       | 0       | 0       | 0       | 0       | 3            | 2            | 0            | 1            | 5            | 4            | 3      | 2      | 0      | 1      | 5      | 4      | +1 |
| Totale         | 52    | 18      | 10      | 6       | 2       | 34      | 20      | 21           | 5            | 7            | 9            | 18           | 29           | 39     | 15     | 13     | 11     | 52     | 49     | +3 |

### Andamento in campionato
| Giornata  | 1 | 2 | 3 | 4 | 5 | 6 | 7 | 8 | 9 | 10 | 11 | 12 | 13 | 14 | 15 | 16 | 17 | 18 | 19 | 20 | 21 | 22 | 23 | 24 | 25 | 26 | 27 | 28 | 29 | 30 | 31 | 32 | 33 | 34 | 35 | 36 |
| --------- | - | - | - | - | - | - | - | - | - | -- | -- | -- | -- | -- | -- | -- | -- | -- | -- | -- | -- | -- | -- | -- | -- | -- | -- | -- | -- | -- | -- | -- | -- | -- | -- | -- |
| Luogo     | C | T | C | T | T | C | C | T | C | T  | C  | T  | C  | T  | T  | C  | T  | C  | C  | T  | T  | C  | T  | C  | T  | C  | C  | T  | C  | T  | C  | T  | C  | T  | C  | T  |
| Risultato | V | V | P | N | P | V | V | P | V | N  | V  | N  | N  | P  | N  | P  | V  | V  | N  | V  | N  | N  | P  | N  | P  | V  | V  | P  | V  | N  | V  | N  | N  | P  | N  | P  |
| Posizione | 2 | 3 | 3 | 4 | 5 | 3 | 3 | 3 | 3 | 4  | 3  | 4  | 4  | 4  | 5  | 5  | 4  | 5  | 4  | 4  | 4  | 4  | 4  | 4  | 4  | 4  | 3  | 3  | 3  | 3  | 3  | 3  | 3  | 3  | 3  | 4  |

Legenda:

Luogo: C = Casa; T = Trasferta. Risultato: V = Vittoria; N = Pareggio; P = Sconfitta.

### Statistiche dei giocatori
| K. Bigler       | 4  | 0  | 1  | 0 |
| E. Causi        | 0  | 0  | 0  | 0 |
| C. Cássio       | 9  | 0  | 0  | 0 |
| G. Faivre       | 32 | 0  | 0  | 0 |
| N. Ferreira     | 34 | 3  | 6  | 0 |
| G. Frontino     | 26 | 4  | 5  | 0 |
| B. Gafner       | 0  | 0  | 0  | 0 |
| S. Glarner      | 34 | 0  | 7  | 0 |
| A. González     | 31 | 4  | 5  | 0 |
| D. Hediger      | 33 | 1  | 11 | 1 |
| A. Kaluđerović  | 12 | 2  | 0  | 0 |
| G. Karlen       | 16 | 2  | 0  | 0 |
| C. Leite        | 4  | 0  | 0  | 0 |
| M. Mangold      | 5  | 0  | 2  | 0 |
| I. Marković     | 2  | 0  | 0  | 0 |
| R. Munsy        | 18 | 0  | 0  | 0 |
| N. Nilović      | 0  | 0  | 0  | 0 |
| A. Rawyler      | 2  | 0  | 0  | 0 |
| T. Reinmann     | 25 | 2  | 3  | 0 |
| M. Rojas        | 17 | 2  | 2  | 0 |
| F. Ruberto      | 0  | 0  | 0  | 0 |
| B. Sadik        | 35 | 12 | 6  | 0 |
| L. Schenkel     | 4  | 0  | 0  | 0 |
| N. Schindelholz | 12 | 0  | 3  | 0 |
| E. Schirinzi    | 13 | 1  | 3  | 0 |
| C. Schneuwly    | 17 | 4  | 4  | 0 |
| M. Siegfried    | 26 | 2  | 2  | 1 |
| F. Sulmoni      | 28 | 4  | 8  | 0 |
| N. Sutter       | 18 | 0  | 1  | 0 |
| A. Wittwer      | 32 | 2  | 5  | 0 |
| L. Zino         | 0  | 0  | 0  | 0 |